# اورانی
اورانی (به ایتالیایی: Orani) یک کومونه در ایتالیا است که در استان نیورو واقع شده‌است.

## خصوصیات
اورانی ۱۳۰٫۸ کیلومترمربع مساحت و ۳٬۱۱۳ نفر جمعیت دارد و ۵۴۰ متر بالاتر از سطح دریا واقع شده‌است.